# Hesketh Racing
Hesketh Racing  va ser un constructor anglès de cotxes per competicions automobilístiques que va arribar a disputar curses a la Fórmula 1.

## Història
Hesketh Racing va ser fundada per Lord Hesketh i Anthony 'Bubbles' Horsley com una diversió pel primer. Arribaven a les curses amb Rolls Royce, celebraven les seves actuacions amb cava i s'estaven tots en hotels de cinc estrelles, creant un corrent de 'glamour' dins de la F1.
Va construir cotxes cada cop més evolucionats fins a arribar a competir al campionat del món de la Fórmula 1, debutant encara que no com a equip oficial a la 1973 en el GP de Mònaco de la mà del pilot James Hunt, i ja com a equip de F1 a la temporada següent (1974) en el GP de Sud-àfrica.
L'escuderia va tenir monoplaces presents en 69 curses de la F1 amb un total de 103 monoplaces, aconseguint una victòria (Gran Premi dels Països Baixos del 1975) i assolint un 4t lloc com a millor classificació pelcampionat del món de constructors (1975).
L'últim GP disputat va ser el Gran Premi de Bèlgica del 1978 amb el pilot Derek Daly que no va arribar a qualificar-se per disputar la cursa.

## Palmarès a la F1
- Curses: 69 (103 cotxes)
- Victòries: 1
- Podis: 9
- Poles: 0
- Voltes ràpides 0
- Millor classificació al mundial de constructors: 4 (1975)
- Punts: 62